# Concórdia do Oeste
Concórdia do Oeste é um distrito do município brasileiro de Toledo, no estado do Paraná.